# Yakkabogʻ
Yakkabogʻ (en ouzbek : Yakkabog’/Яккабоғ ; en russe : Яккабаг) est une ville située dans le district de Yakkabogʻ de la région de Qashqadaryo en Ouzbékistan. Elle est le centre administratif du district de Yakkabogʻ. La population de la ville était de 17 402 habitants en 1989 et de 20 600 habitants en 2016.

## Histoire
En 1954, le peuplement près de la gare ferroviaire de Yakkabag se voit accorder le statut de peuplement de type urbain (посёлок городского типа) et est officiellement nommé « Stanitsa Yakkabag ». En 1978, la ville est renommée Yakkabag. Le nom « Yakkabag » se traduit en ouzbek par « Jardin Solitaire ».

## Toponymie
Le nom de la ville « Yakkabag » est dérivé de la combinaison de deux mots, « yakka » et « bog ». Le mot « yakka » est utilisé comme synonyme des mots « solitaire » et « isolé ». Le mot « bog » provient initialement de l'ancienne langue turque. À l'origine, « bog » était utilisé uniquement dans le sens de « nu » ou « dépouillé », mais plus tard, il a également commencé à être utilisé dans le contexte des zones où divers arbres fruitiers étaient plantés. « Yakkabag » désigne une zone où il n'y a pas de forêts denses ou de buissons.

## Emplacement
Yakkabog est le centre administratif de la région de Kashkadaria (Karshi) et se trouve à 95 km à l'est de la gare ferroviaire la plus proche.

## Population
| 1959 | 1970 | 1979   | 1989   | 2005   |
| ---- | ---- | ------ | ------ | ------ |
| 3581 | 7130 | 11 998 | 17 402 | 22 800 |

## Économie
Dans le district de Yakkabag, on compte plus de 2 300 entreprises, organisations et points de vente. Ces entreprises exercent diverses activités, notamment le décorticage du coton, la mouture de la farine, la production de vin et de conserves, ainsi que des ateliers de réparation de machines agricoles. Il existe également des usines de transformation des produits agricoles, des micro-entreprises et des fournisseurs de services civils et domestiques. Certaines entreprises et coentreprises notables comprennent « Yakkaboghtex » (Ouzbékistan - Allemagne), « Al-Maruf » (Ouzbékistan - Russie), des exploitations coopératives et des exploitations agricoles familiales. Les activités agricoles dans le district comprennent la culture du coton, les vergers, les jardins, l'élevage du ver à soie et le tissage de tapis, entre autres.

## Société
Le district de Yakkabog compte effectivement 101 écoles, 21 bibliothèques, 91 écoles maternelles, 20 établissements de santé, 19 mosquées, des écoles de musique et de sport pour enfants, 9 collèges professionnels, des maisons de la culture, des clubs, des parcs culturels et récréatifs. On y trouve également 2 hôpitaux, des cliniques centrales et dentaires, des maternités, des pharmacies, ainsi que des usines d'égrenage de coton au service de la population. Un service de bus a été lancé entre la ville de Yakkabog et les centres de district voisins ainsi que la ville de Karshi.